# Combat de Rügen
Guerre des Duchés
Le combat de Rügen ou de Jasmund est une bataille navale durant la guerre des Duchés opposant les marines de guerre du Danemark et de la Prusse le 17 mars 1864 à l'est de la presqu'île de Jasmund (de), partie de l'île de Rügen.
C'est la première bataille navale de la Marine prussienne depuis sa fondation en 1848. La tentative prussienne d'affaiblir les forces de blocus danois contre la côte prussienne échoue en raison d'une infériorité matérielle et d'erreurs de navigation.

## Contexte
Le 15 mars 1864, le Danemark déclare le blocus des côtes de Prusse. Le 17 mars, une partie de l'escadre danoise en mer Baltique se présente à Rügen afin de bloquer en particulier le port de Swinemünde.
Avec un ordre du roi Guillaume de Prusse en date du 14 mars 1864, le chef d'escadre des forces prussiennes à Swinemünde, le capitaine de vaisseau Eduard von Jachmann, reçoit la mission d'expulser les fauteurs de troubles danois ou au moins de constater, si le blocus n'est pas levé le 15 mars. En cas de mauvaises conditions météorologiques ou d'une forte supériorité danoise, Jachmann devrait renoncer à son entreprise.
Un franchissement du blocus est impossible pour des raisons stratégiques. Même dans le cas d'une sévère défaite tactique des forces du blocus, la route vers la mer du Nord et donc les autres mers n'est pas possible, car le Danemark contrôle le détroit d'Øresund.
Jachmann est conscient que ses trois unités sont numériquement et qualitativement inférieures aux forces du blocus. Cependant il compte sur l'appui de la première division de flottille de canonnières et envisage d'attirer les unités danoises vers ces canonnières qui attendent à l'île de Greifswalder Oie.

## Flotte en présence
La flotte du Danemark compte au moment du déclenchement 31 bateaux à vapeur avec 387 canons, dont 26 étaient opérationnels avec 363 canons. Il y a dix voiliers. 50 canonnières sont destinées à la défense des côtes. La marine danoise dispose d'un équipage de 3 757 hommes.
La flotte de Prusse possède 23 unités avec 85 canons et un équipage de 1 636 hommes.
Le Danemark possède quatre cuirassés à coque en fer: Rolf Krake, Danebrog, Esbern Snare et Absolon. Le Rolf Krake a été acheté au Royaume-Uni en 1863 et est à ce moment l'un des navires de guerre les plus avancés. Le premier navire de guerre prussien, le SMS Arminius est en service depuis 1865.
- Flotte danoise :
  - Skjold, navire de ligne, armement : 8 canons lourds, 56 légers.
  - Sjælland, frégate, navire amiral : 12 lourds, 30 légers.
  - Hejmdal, corvette : 2 lourds, 14 légers.
  - Thor, corvette : 2 lourds, 10 légers.
- Flotte prussienne :
  - SMS Arcona, corvette commandée par Eduard von Jachmann, armement : 6 canons lourds, 20 canons légers.
  - SMS Nymphe, corvette commandée par Reinhold von Werner : 7 lourds, 6 légers.
  - SMS Loreley, aviso, navire-amiral de la division de canonnières commandée par Hans Kuhn, aviso commandé par le capitaine-lieutenant Alexander von Monts (de) : 2 légers.

Commodore : Eduard von Jachmann.
La division de canonnières comprend :
- SMS Comet
- SMS Hay (de)
- SMS Hyäne (de)
- SMS Pfeil (de)
- SMS Scorpion
- SMS Wespe (de)

## Déroulement
Jachmann se présente avec l'Arcona, le Nymphe et le Loreley face aux forces de blocus danoises le 17 mars 1864 et ouvre le feu à 14h30. Après une bataille de deux heures, il doit se retirer vers le sud. En raison de ses unités plus rapides, Jachmann peut se détacher des bateaux danois. Son plan pour attirer les navires danois vers les canonnières stationnées dans le sud échoue à cause de mauvaises manœuvres dont on ne sait la raison. Alors que le Lorelei va vers les canonnières, l'Arcona et la Nymphe s'enfuient à Swinemünde.

## Conséquences
Les pertes danoises sont trois morts et 19 blessés, tous sur la frégate Sjælland. Côté allemand, on compte la perte de cinq membres d'équipage de l'Arcona et deux de la Nymphe. Il y a aussi de nombreux blessés : cinq pour l'Arcona et sur la Nymphe, 19 sur le pont et une cinquantaine dans le gréement.
La bataille n'a eu aucun effet sur le blocus, mais peut être considéré comme un succès danois tactique à cause du retrait prussien et que l'intention de Jachmann de rompre ce blocus est un échec. Indépendamment, Jachmann sera promu contre-amiral.